# Баб-эль-Мандебский пролив
Баб-эль-Манде́бский проли́в (Баб-эль-Мандеб, Баб-эль-Мандаб, устар.: Бабельмандеб — «ворота скорби / слёз / вопля»; араб. مضيق باب المندب‎) — межконтинентальный пролив между юго-западной оконечностью Аравийского полуострова (Йемен) и северо-восточной частью Африканского материка (Джибути и Эритрея). Соединяет Красное море и Аденский залив Аравийского моря.
Наименьшая ширина — 26 км, глубина на фарватере — 182 м. Островом Перим пролив разделяется на два прохода — Большой (25 км шириной, или Дакт-эль-Маюн) и Малый (известен также как Баб-Искандер — пролив Александра, 3 км шириной). У африканского побережья находится также группа небольших островов Себа.
Течения в проливе: зимой — поверхностное, несущее менее солёную воду, направлено в Красное море, и глубинное, с более солёной водой — из Красного моря. Летом сток солёных вод из Красного моря осуществляется поверхностным течением (глубина до 25—50 м) и придонным течением (от 100—150 м до дна), приток вод в Красное море — промежуточным течением (глубина от 25—50 м до 100—150 м).
За год в Красное море вносится воды почти на 1000 км³ больше, чем выносится из него, и тем самым компенсируется испарение с его поверхности. Для полного обмена воды в Красном море требуется всего 15 лет.
Название пролива связано с опасностью плавания через него. Существует арабская легенда, утверждающая, что происхождение названия связано с разрушительным землетрясением, произошедшим в этом районе в древности.
Пролив имеет большое экономическое и стратегическое значение, так как через него пролегает путь из Европы в Восточную и Южную Азию, а также Австралию.
Существуют планы по строительству через пролив мостового перехода.

## История

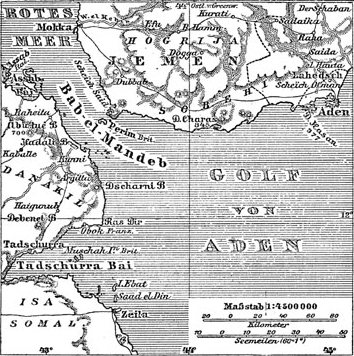
Историческая карта, 1888

Около 70—60 тысяч лет назад уровень океана был примерно на 50 метров ниже современного (по некоторым данным — на 80 метров), а сам пролив был на 1,2—1,4 км у́же (поскольку Аравийская плита отдаляется от Африканской со скоростью около 2 см в год). Баб-эль-Мандебский пролив в то время напоминал в отдельных местах цепочку отмелей.
По версии генетика С. Оппенгеймера, около 80 тысяч лет назад (до извержения вулкана Тоба на острове Суматра 74 тысячи лет назад) малочисленная группа анатомически современных людей форсировала «Врата Смерти» (Баб-эль-Мандебский пролив) и стала расселяться за пределы Африки вплоть до Индии, Индонезии и Австралии, достигнув Европы 50 тысяч лет тому назад.
По версии учёных из Тюбингенского университета (Германия), первая волна людей современного типа форсировала Баб-эль-Мандебский пролив около 130 тысяч лет назад, тем самым став предками австралийских аборигенов, папуасов и меланезийцев. Другие же азиатские популяции являются потомками второй волны Homo sapiens, вышедшей из Африки к северу от Красного моря около 50 тысяч лет назад.